# HP-71B

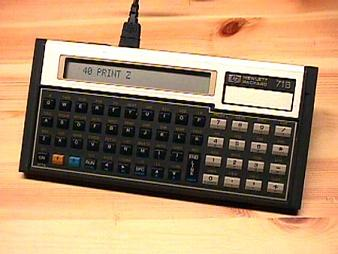
calculateur HP-71B.

Le HP-71B était un ordinateur de poche programmable en BASIC fabriqué par Hewlett-Packard de 1984 à 1989.
Connu comme le fin du fin des ordinateurs portables de l'époque, il était extrêmement populaire à l'université de Berkeley où une grande majorité des ventes fut effectuée.
La compatibilité avec les programmes écrits pour le HP-41 était totale par l'intermédiaire d'une ROM  émulateur. Cela permettait de tirer parti de l'immense bibliothèque écrite pour cette machine à une vitesse près de cinq fois supérieure.